# アルフレッド・フーシェ
アルフレッド・A・フーシェ（フランス語: Alfred A. Foucher, 1865年11月21日 - 1952年10月30日）は、フランスの考古学者、東洋学者。ガンダーラの仏教美術へのギリシアの影響についての見解で知られる。

## 経歴
フーシェは1865年ロリアンに生まれた。1888年に高等師範学校を卒業し、リセの教師の職についた。1891年から奨学生として高等研究実習院でシルヴァン・レヴィに学んだ。1895年に卒業した後に公共教育省からの支援を得てインドへ渡り、そこで1897年までギリシャ仏教美術の遺跡調査の責任者をつとめた。
1901年からハノイのフランス極東学院の院長代理をつとめ、1905年には院長に就任した。同年、ガンダーラのギリシア仏教レリーフ研究およびインド仏教図像学の研究によって博士の学位を取得した。1907年からソルボンヌ大学でインドの言語と文学に関する講義を持った。同年、高等研究実習院第5部門（宗教学）の副部長、1914年からは部長をつとめた。1908年にインドシナ考古調査委員会の会員、1910年には会長に就任した。
1915年から翌年に渡米して、コロンビア大学の客員教授をつとめた。1918年から1921年にはジョン・マーシャルと共同でインド考古調査局のために働いた。
1922年にはフランスとアフガニスタンの間で考古学協定が結ばれ、フランスは30年にわたって独占的にアフガニスタンの考古学調査を行う権利を持った。フーシェはこの考古学調査の代表として主導的な役割を果たした。
1925年末にアフガニスタンを離れ、東京日仏会館の初代代理館長を務めた。朝鮮・中国を経て帰国した。
1928年にエミール・スナールが没すると、フーシェはスナールの持っていた碑文・文芸アカデミー会員およびインド文化研究所所長の座を引きついだ。1929年にソルボンヌの教授に就任した。1936年に退官した後は著作に専念した。1952年にパリで没した。

## 栄誉
1912年にレジオンドヌール勲章シュヴァリエを、1952年にはコマンドゥールを受章した。1918年には王立アジア協会の栄誉会員に選ばれた。1919年にパンジャーブ大学の栄誉博士号を、1952年にルーヴェン大学の栄誉博士号を贈られた。

## 業績
フーシェは著書『L'art gréco-bouddhique du Gandhâra』において、 クシャーナ朝時代の仏教美術をギリシア文化の影響と結びつけて説明を試みた。
中央アジアにおいてギリシア風文化が保たれており、その文化がガンダーラにおける仏像制作につながるという彼の見解は、一般にガンダーラ美術という語を通じて知られる。ただし近年では、ギリシア文化の影響のみを強調するのは一面的であるという見解が主流で、またそのギリシア文化も、インド洋における海上ネットワーク（海のシルクロード）を経由してもたらされたのではないかという見解が示され、フーシェによる「ガンダーラ美術」の見解は大きく見直されることになっている。

## 主要な著書
いくつかは外部リンクの東洋文庫貴重書アーカイブで見ることができる。
- Étude sur l'iconographie bouddhique de l'Inde d'après les documents nouveaux. Paris. (1900,1905)
- L'art gréco-bouddhique du Gandhâra. Paris: Imprimerie nationale. (1905,1918,1922,1951)（3冊+追補1冊）
- 日仏会館編 編『仏教美術研究』大雄閣、1928年。 (Études sur l'art bouddhique de l'Inde、フランス語)
- La vieille route de l'Inde de Bactres à Taxila. Paris. (1942,1947)
- La vie du Bouddha. Paris. (1949)
- Les vies antérieures du Bouddha. Paris. (1955)

## 日本語訳
- 『ガンダーラ考古遊記』（同朋舎出版、1988年）、前田龍彦・前田寿彦訳
前田耕作監修・解説（フーシェの2つの論文の翻訳のほか、フーシェの伝記と著作一覧を含む）
- 『仏陀の前世』（東方出版、1993年）、門脇輝夫訳、杉本卓洲監修・解説 (Les vies antérieures du Bouddha)